# 粉塵燃燒

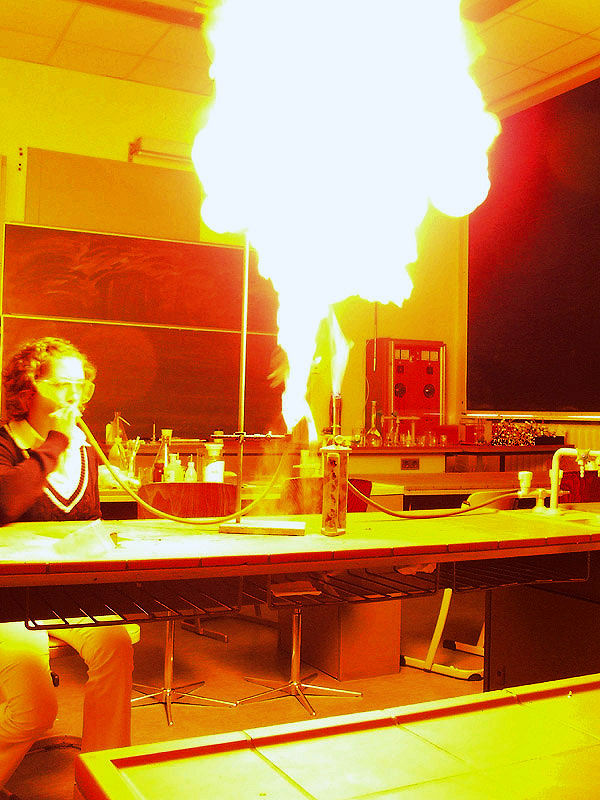
石松粉的粉塵燃燒實驗。石松粉是石松門植物（或一些蕨類）之孢子的通稱，易燃的特性使其經常用作劇場或影視的特效道具

粉尘火災（英語：Dust fire），化學上稱為粉塵燃烧（Dust combustion）指悬浮在封闭或侷限空间中，或戶外環境的可燃粉尘颗粒燃烧，如果在封闭环境中，可燃颗粒或侷限在大气或是氧分子等其他合适的气体介质中分散浓度足够高，更劇烈的粉尘爆炸（Dust explosion）就有可能出现。
粉尘爆炸常被特效艺术家、电影工作者和烟火设计师使用。

## 燃烧構成条件
粉尘起火燃燒(閃火)(1~4點)或爆炸(1~5點)有下列必备条件：
1. 可燃粉尘
2. 粉塵雲或浮塵
3. 助燃物（一般为大气中的氧）
4. 有效引火源
5. 侷限空間

### 決定燃燒強弱的物理學因素
據研究：
- 粒度：由於燃燒反應發生在粉塵粒子表面，由燃燒所產生壓力上升速率，在很大程度上是依賴於分散粉塵粒子表面區域，一般粒徑越小，所產生爆炸威力越大，粒徑在420 microns以下。
- 濃度：粉塵在空氣有所謂「最小爆炸濃度」，最常見粉塵粒子濃度是1000 g/m3以下。而控制其反應速率不是由最大濃度，而是粉塵粒子表面積與質量比。浓度過高或過低，則不足以支持燃烧爆炸所需的速率。[2]
- 紊流：懸浮的粉塵／空氣混合物中處於紊流情況，將大幅提高燃燒率，導致壓力上升速率加快。
- 水分：增加粉塵粒子水分含量，會造成其起火所需最小能量和起火溫度皆會提高。在水分極限值以上時，懸浮粉塵將無法點燃。但是，一旦起火，周圍空氣中水分含量，對其傳播反應沒有多大的影響。
- 粉塵最小起火能量：能產生粉塵爆炸之起火源，已經證實有明火、菸蒂、電燈泡燈絲、焊接／切割、電弧、靜電放電、摩擦火花、高溫表面以及自燃。對於大多數粉塵之起火溫度範圍從320℃到590℃之間，而粉塵比大多數易燃氣體有較高之最小起火能量，一般範圍是在10至40 mJ。
- 多重爆炸：在一定空間內的粉塵爆炸，通常會形成一系列發生。即第一次爆炸時，會把更多粉塵揚起產生懸浮狀態，這會導致更多的爆炸。

### 原理
粉尘具有非常大的表面积质量比。燃烧只发生在与氧发生反应的固体或液体表面上，这导致粉尘比散装物料更易燃。如1公斤球状物质的密度为每立方公分1克，直徑为12.4公分，表面积為0.048平方公尺。然而，若将其分解成直径50微米的球形尘埃颗粒（约面粉颗粒大小），表面积为120平方公尺，物质的燃烧速率就会大大增加，每个颗粒的质量非常小，因为热传导材料的损失，还使其着火时比主体材料用更少的热量，尤其是仓库或地窖等压力显著增加的密闭空间。铝等传统意义上不可燃物质或燃烧缓慢的木材，被细碎时也可产生剧烈的爆炸，即便是微小的火花亦能将其引燃。

## 粉塵爆炸

### 二次（继发性）爆炸
粉塵爆炸時會釋放大量的能量，即高溫燃燒氣體並使環境空氣升至高溫狀態。這種能量可以點燃附近的可燃物，或導致周圍人員之灼傷。如此形成二次火災，經常發生在相對寬敞分散之區劃空間，其起爆處形成大面積火球，此種熱輻射具有高強度及較短持續時間。
粉尘爆炸有原发性（一次）和继发性（二次）之分。粉尘爆炸主要发生在工厂或类似建筑内，一般可通过专用管道将压力释放到大气。继发性粉尘爆炸指工厂内的灰尘堆积被扬起，因原发性爆炸起火，导致工作场内的爆炸危险多不受控制。从历史上看，造成人员伤亡的粉尘爆炸，基本上由继发性粉尘爆炸导致。

## 實驗圖

露天粉塵爆炸示範
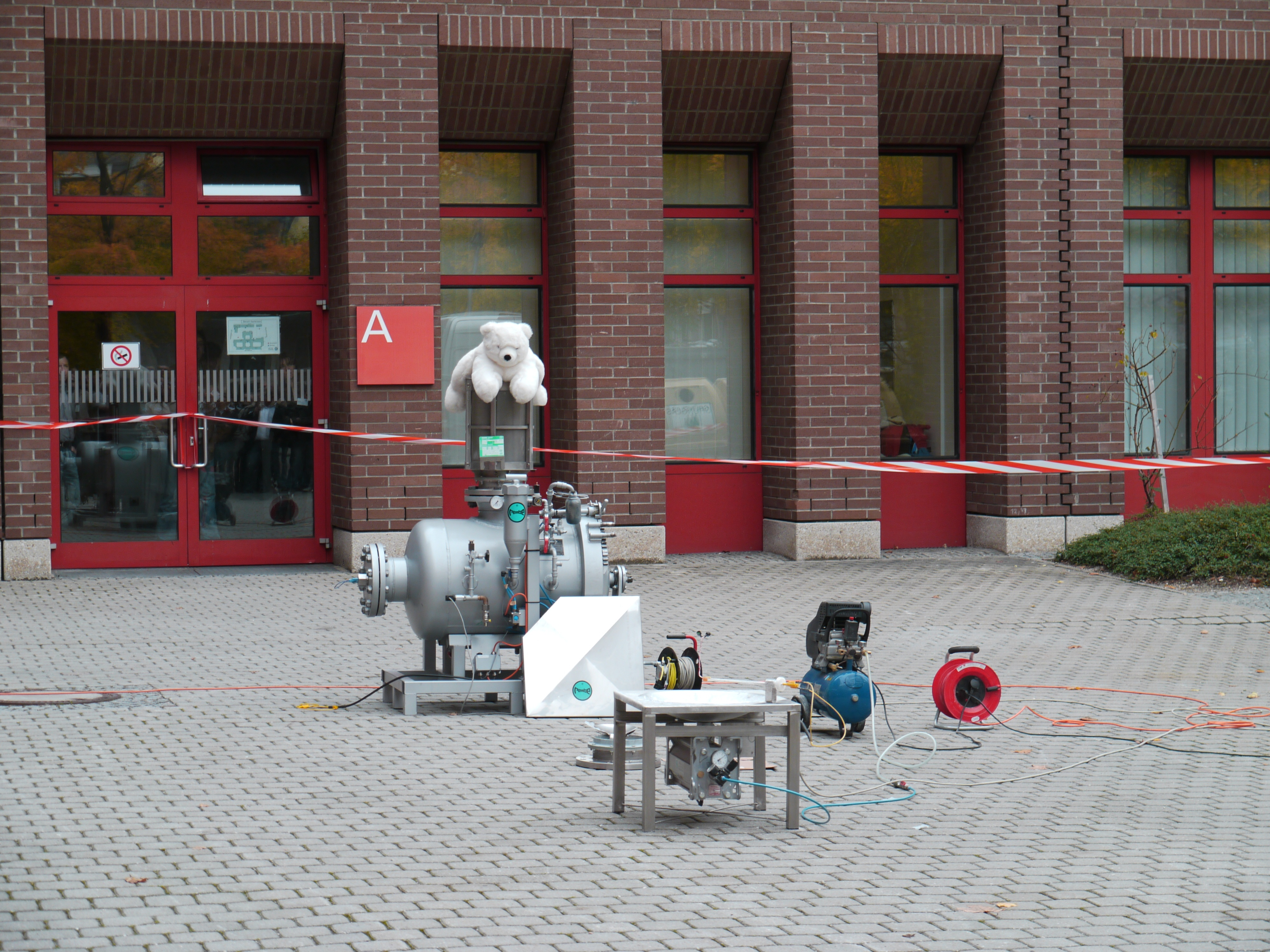
實驗配置
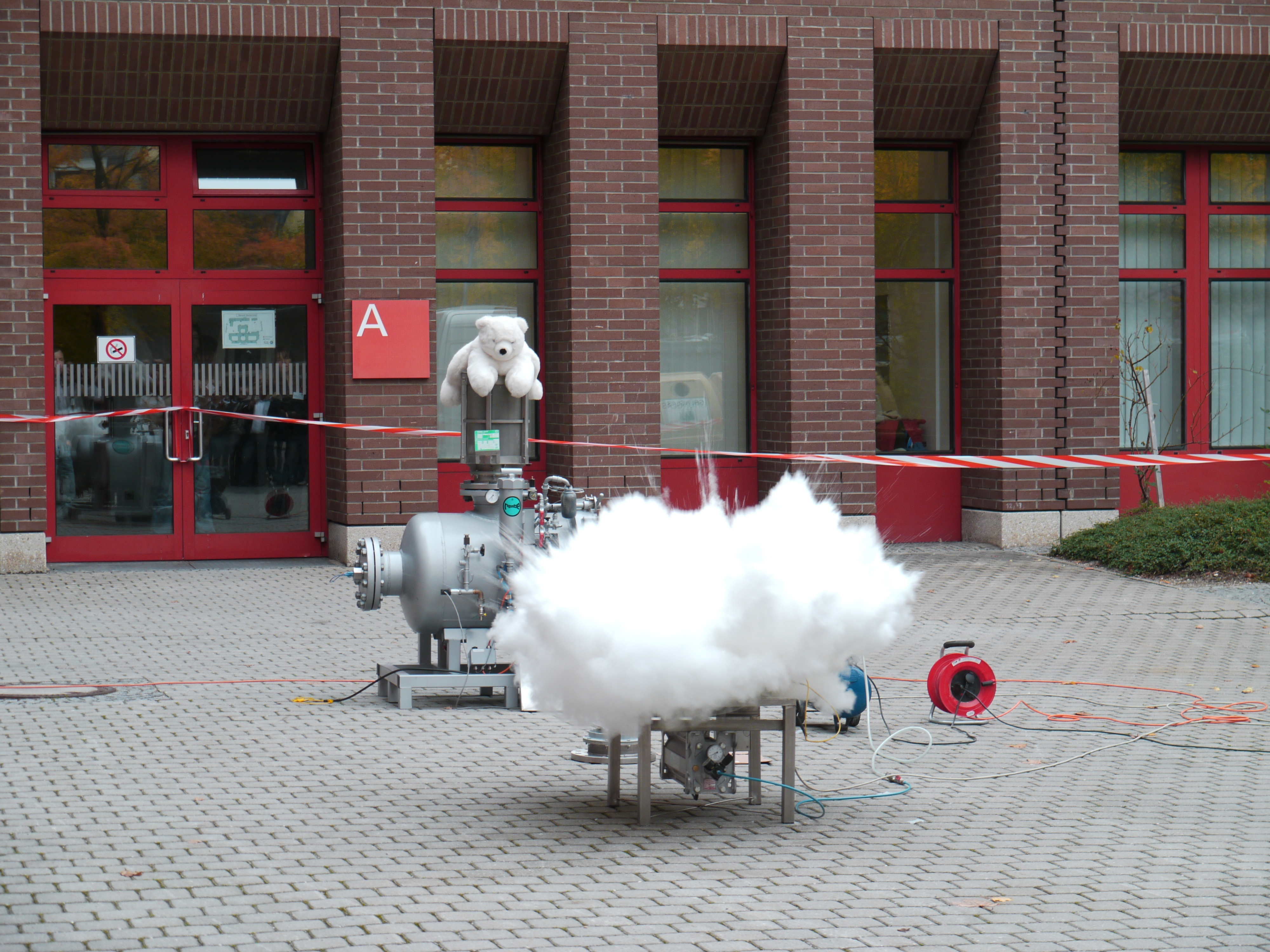
細磨麵粉散開
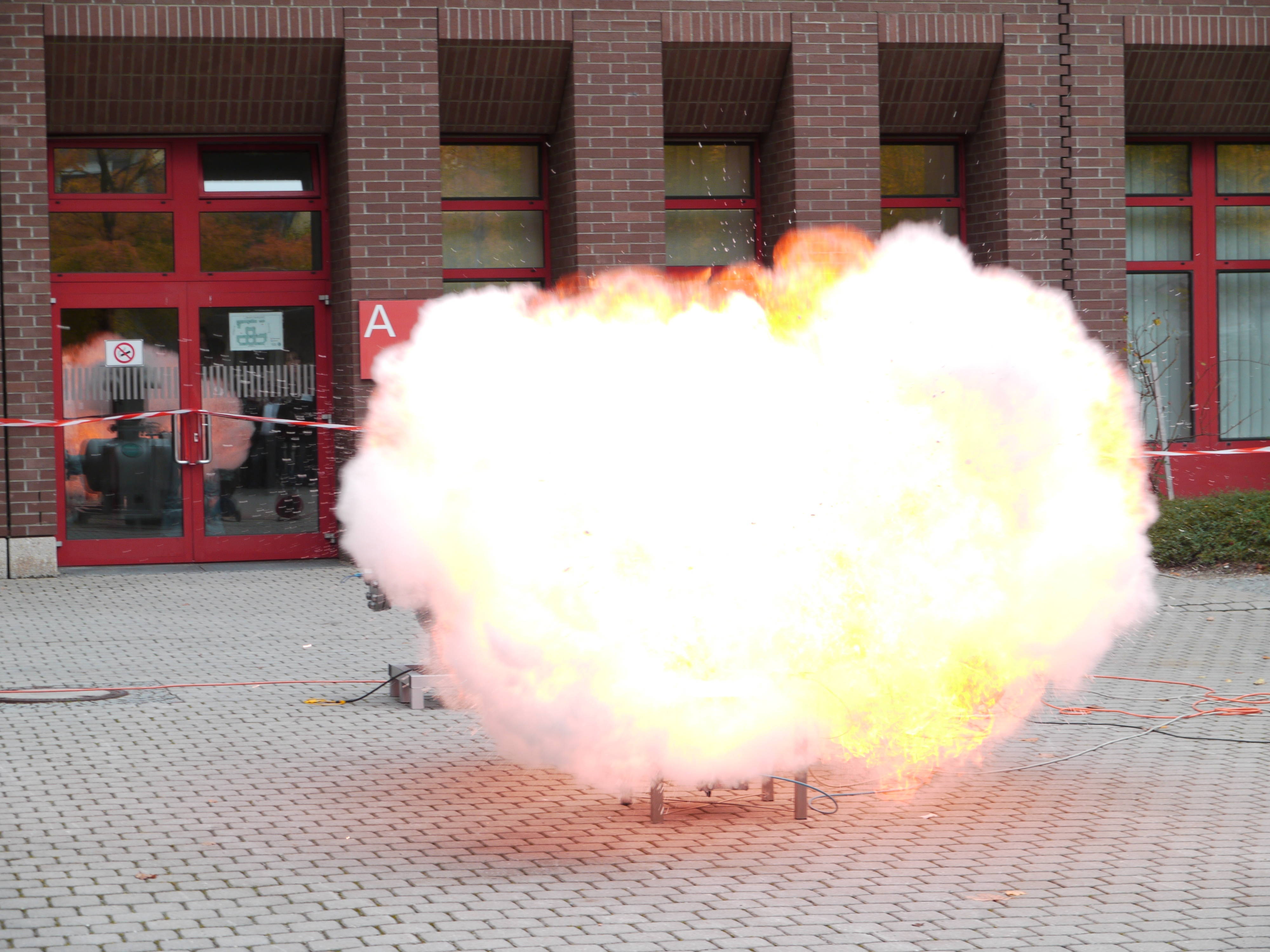
點燃麵粉雲團
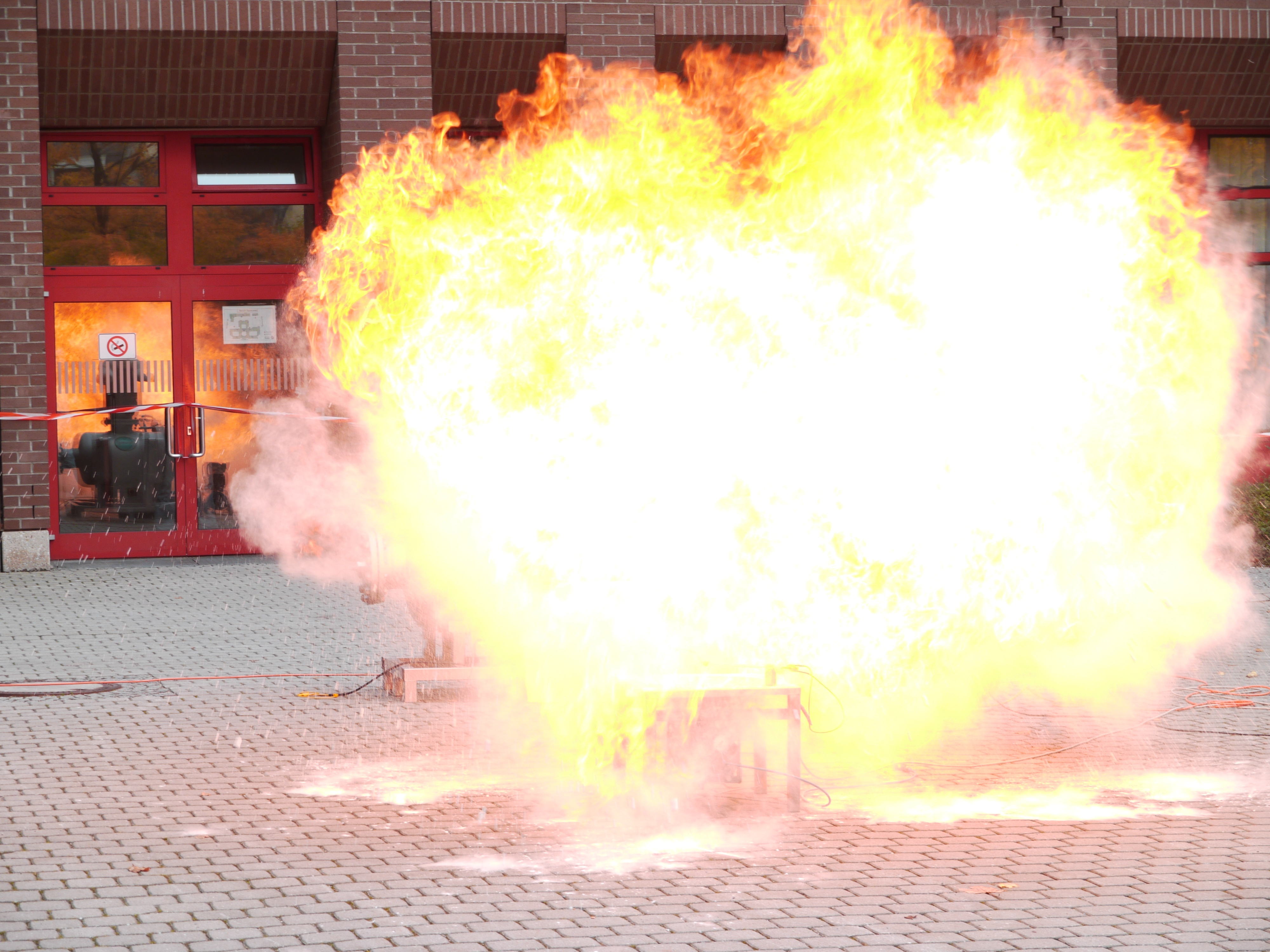
火球迅速擴散
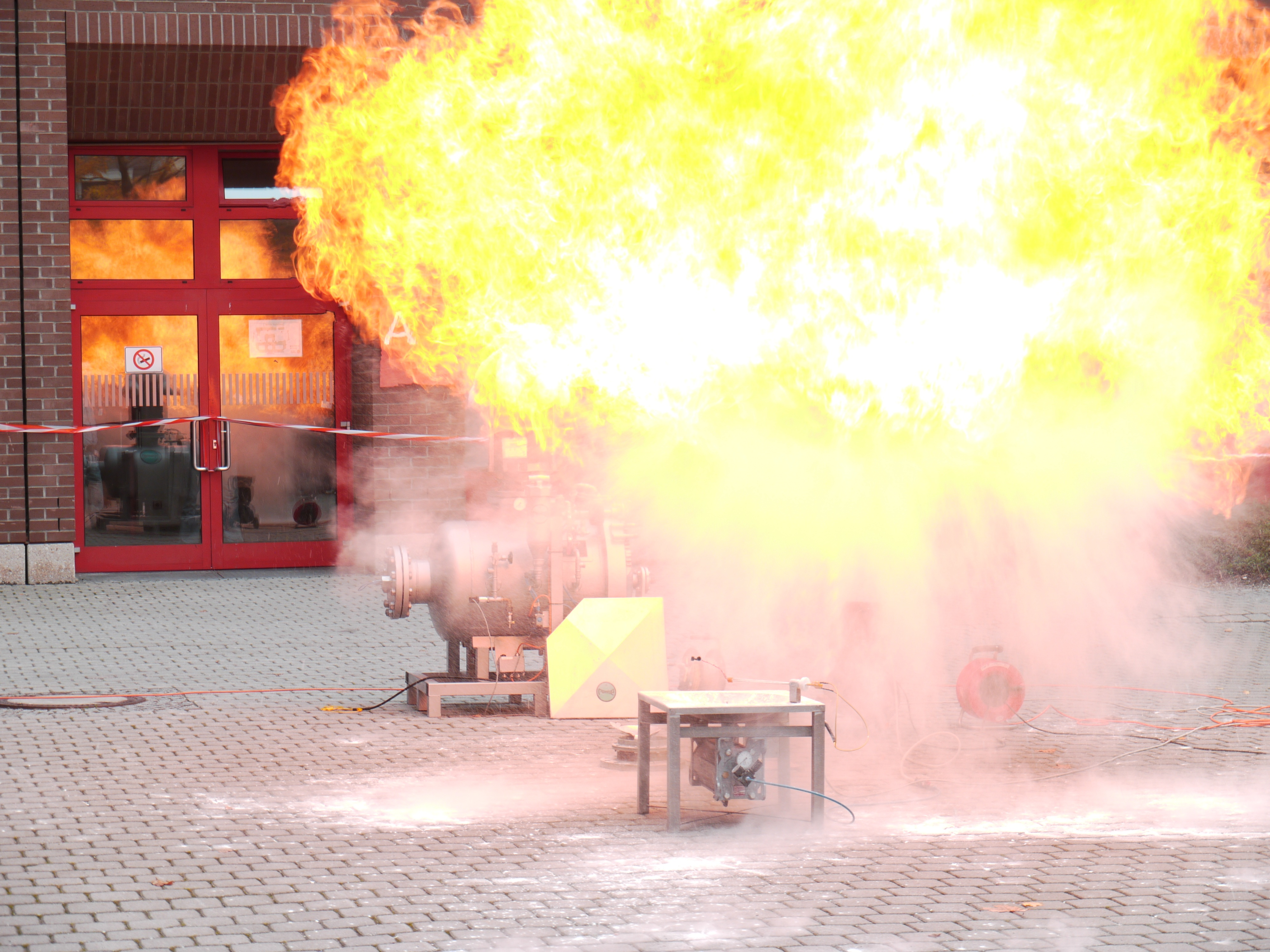
巨大的輻射熱能至此再無可點燃的東西
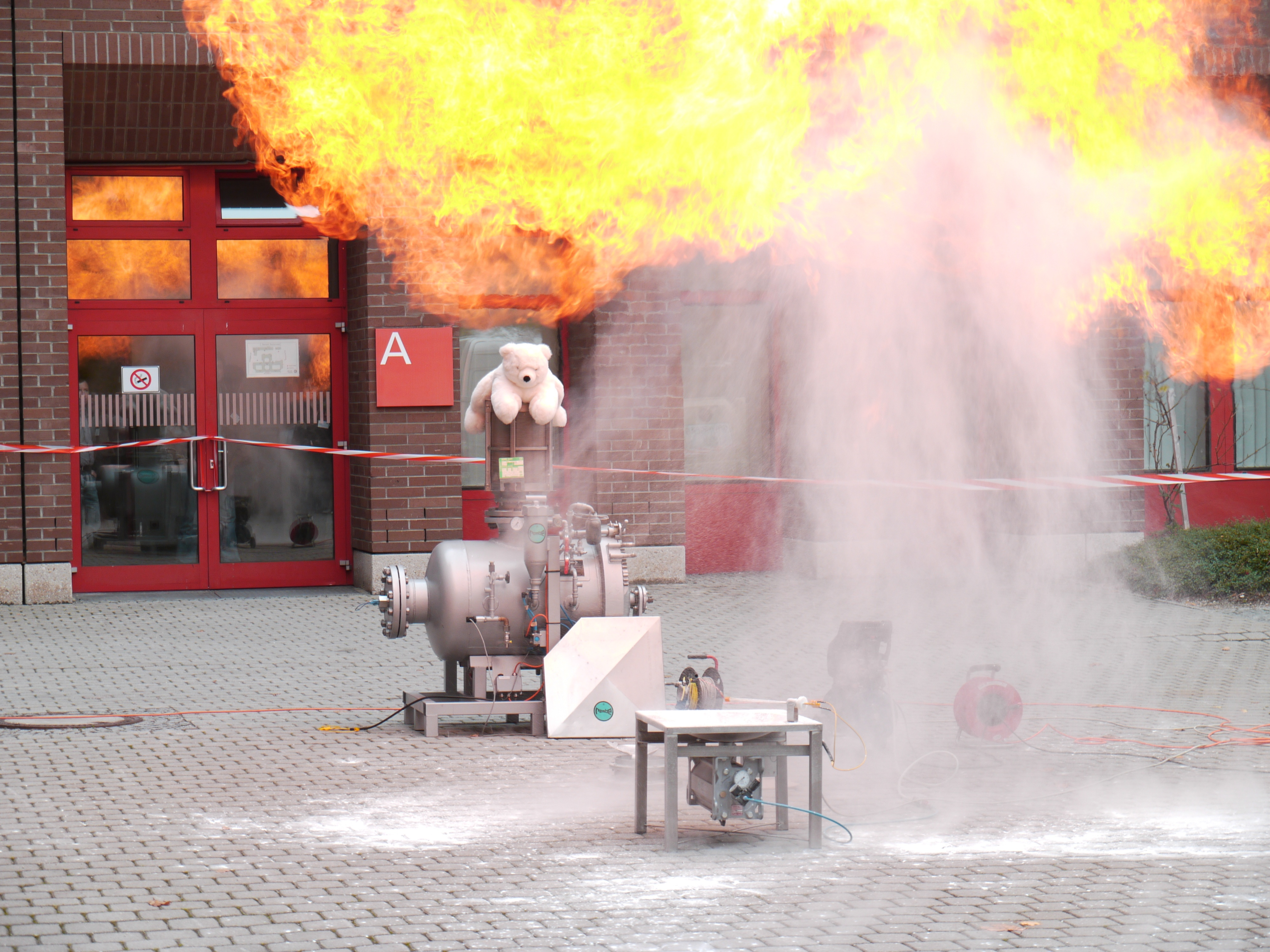
火球和超熱氣體上升
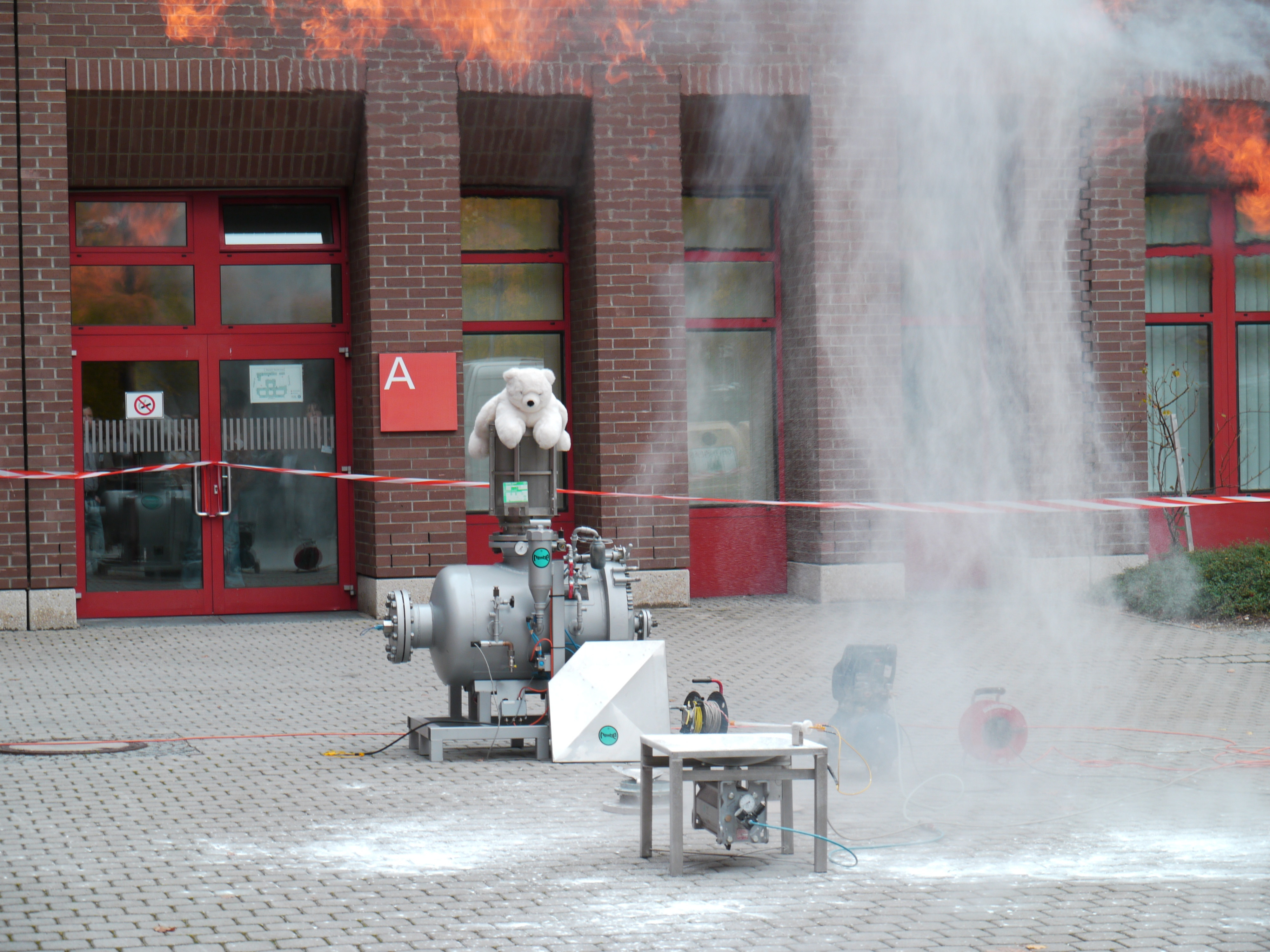
爆炸的後果；地上散落未燃燒的麵粉

## 粉尘種類
基本上，當細粒固體物質分散（悬浮）在空氣中，即有可能起燃。包括糧食（穀物、飼料、面粉、奶粉、糖）、粉末状金属（鋁、鎂、鈦），還有木屑、纸屑、染料、顏料、合成橡膠等。面粉厂、锯木厂、糖廠在加工过程中排放的屑，尤其是滚动、展开、被切割成薄片的情況下，並處於封闭的厂区，在世界各地都有爆炸記錄。
若粉尘由具备高表面积与体积比且非常小的颗粒构成，从而使所有的粒子组成比颗粒更大的灰尘还要大的表面积，這就使燃烧更可能發生。粉尘定义为颗粒直径小于500微米的粉末，但较小的粉末，会比总表面积较大的颗粒组成的粗颗粒更加危险。在特效中，石松粉和脱脂奶粉是安全生产、控制火焰效果的不二之选。
在21世紀流行的彩色粉末娛樂活動中，曾有玉米澱粉做成爆炸意外的記錄。
| 類別   | 常見粉塵名稱                                   |
| ------ | ---------------------------------------------- |
| 金屬   | 鋁、鎂、鐵、錳、矽、鈦、鋅、鈉                 |
| 農產品 | 澱粉、棉花、稻穀、豆類、小麥、煙草、飼料、木屑 |
| 塑膠   | 醋酸纖維、硝酸纖維、木質素樹脂                 |
| 塑膠   | 酚醛樹脂、聚乙烯、聚苯乙烯、染料、合成橡皮     |
| 礦物   | 煤炭、硫黃                                     |

## 火源種類
2005年德國的粉塵燃燒統計：
- 30.0 % 机械设备产生电弧
- 11.5 % 不明
- 9.0 % 摩擦
- 9.0 % 静电放电
- 9.0 % 悶燒（Smouldering，即沒有明火，只有白煙）
- 8.0 % 明火（例如菸蒂）
- 6.5 % 過熱的物體表面（例如轴承过热）
- 6.0 % 自燃
- 5.0 % 焊接工序
- 3.5 % 電子設備
- 2.5 % 其他

然而，通常很难在爆炸后确定火的确切来源。当源头不能发现时，通常被认为是静电。静电荷可通过颗粒表面摩擦产生，正负电荷彼此吸引，会导致霎时间的接地放电。

## 滅火
可用噴霧法將空氣的相對濕度提高到65%以上，除可減少粉塵飛揚外，還因為水分子能大量吸收粉塵氧化產生的熱量，增加空氣和粉塵的導電性能而減少靜電，並且空氣中水分除了吸熱作用外，水蒸氣占據空間會稀釋氧含量而降低粉塵的燃燒速度，而且水分增加粉塵的凝聚沉降，使爆炸濃度不易出現。

## 事前防护
欧洲等地已展開衆多研究以了解如何控制这些危险，但爆炸仍时有发生。制造工艺和设备安全的替代方案，依赖于整个行业。在煤炭开采业中，甲烷爆炸诱发煤尘爆炸，会殃及整个坑的工作。石粉沿着矿井巷道传播，或悬浮于盘顶，以冲击波冲淡煤尘引发的提前燃烧，这种地步不会导致燃烧。矿区可通过喷水抑制起火。一些行业在灰尘升高过程中需排斥空气，被称为“惰化”。通常使用氮气、二氧化碳、氩气等不可燃气体抑制燃烧。同样的方法也可用于易燃气体积聚的大型储罐。但使用无氧气体会造成工人窒息。工人常使用潜水灯照明的封闭空间，引发粉尘爆炸的风险很高。由于防水，没有产生开放火花的风险。
美國消防協會（National Fire Protection Association）針對可燃性粉塵的最佳控制措施包括：
- 增湿除尘
- 降低氧化剂浓度
- 爆燃时通风
- 爆燃压力容器
- 抑制爆燃
- 通过滞尘和火焰堕装置在爆燃时通风

## 事故
- 1878年明尼亞波利斯爆炸
- 1942年滿洲國本溪湖煤礦爆炸
- 1963年三井三池煤礦爆炸
- 1987年黑龍江哈爾濱亞麻廠爆炸事故 （死亡58人，輕重傷177人）
- 2014年昆山中荣工厂爆炸事故
- 2015台灣八仙樂園彩色派對火災 （首次發生在戶外環境及娛樂活動場合的粉尘燃燒現象，死亡15人，輕重傷484人）
- 2016年非洲貝南粉塵爆炸事件
- 2018年香港浸大宿舍粉塵爆炸事件

## 腳註
1. 1 2 3 4  盧守謙 2015.
2. ↑  BARTEC 2005，第unknown頁.
3. ↑  Mgz 2017.
4. ↑  BARTEC 2005，第2, 10, 11頁.

## 引用文獻
- (PDF). BARTEC Group. August 2005. （原始内容 (PDF)存档于2013-02-02）.
- . Canadian Centre for Occupational Health and Safety. 2012. （原始内容存档于2020-06-11）.
- 盧守謙. . 聯合報評論. 2015-06-29  [2020-06-12]. （原始内容存档于2015-08-10）.
- (PDF). Mgz. March 2017  [2022-11-11]. （原始内容 (PDF)存档于2022-11-11）.

## 外部連結
For detailed incidents in France and the USA, see
- . Chemical Safety Board.   [2015-06-28]. （原始内容存档于2021-02-24）.
- .   [2015-06-28]. （原始内容存档于2021-03-22）.
- . OSHA.   [2015-06-28]. （原始内容存档于2021-03-05）.

For information on how to protect a process plants and grain handling facilities from the risk of dust hazard explosions, see
- .   [2015-06-28]. （原始内容存档于2018-03-07）.
- (PDF).   [2015-06-28]. （原始内容存档 (PDF)于2010-10-10）.
- . （原始内容存档于2013-08-14）.
- . （原始内容存档于2015-06-18）.